# Avenue des Frères-Lumière
L’avenue des Frères Lumière est une voie du quartier de Monplaisir dans le 8e arrondissement de Lyon, en France. Elle rend hommage à Auguste et Louis Lumière, dits les « frères Lumière », industriels français ayant joué un rôle majeur dans l'invention du cinéma.

## Situation et accès
Longue de 1 550 mètres, cette voie commence au boulevard des Tchécoslovaques, derrière l'université Jean-Moulin, et descend vers le nord-est jusqu'à la place d'Arsonval. Elle traverse la place Ambroise-Courtois où se situe l'Institut Lumière, anciennement demeure d'Antoine Lumière, père de Auguste et Louis Lumière et aujourd'hui musée. Elle traverse le quartier de Monplaisir.
Ce site est desservi par trois stations de métro de la ligne D : Sans Souci, Monplaisir - Lumière et Grange Blanche.

## Origine du nom
Cette avenue porte le nom des Frères Lumière car c'est dans ce quartier, et en particulier dans la proche rue du Premier-Film, qu'ils ont inventé le cinéma.

## Histoire
Située dans le prolongement de la Grande rue de la Guillotière et prolongée par la montée des Sablons (actuelle avenue Rockefeller), cette voie est un tronçon de l'ancienne route de Grenoble, avant la création du cours Gambetta et du cours Albert-Thomas dans la seconde partie du XIXe siècle.
En 1828, elle devient la rue principale du lotissement de Monplaisir et prend le nom de « Grande rue de Monplaisir ». Elle prend son nom actuel par une délibération du conseil municipal de Lyon du 28 février 1955,.

## Édifices remarquables
- no 1 : ancienne manufacture des tabacs de Lyon, campus principal de l'université Jean-Moulin-Lyon-III
- nos 8-10 :  clinique privée de Monplaisir, ouverte en 1974 pour regrouper les cliniques lyonnaises Sainte Marie-Joseph, de la Fayette, de l'Annonciation et la clinique Saint Sauveur à Villeurbanne ; rachetée par les hôpitaux privés du Grand Lyon (HPL) en 2001, elle est finalement fermée en mars 2009 ; en avril 2010, un permis de démolir est déposé pour la démolition intégrale du bâtiment[4]
- no 104 : ancien cristal palace, établissement regroupant un cinéma, une salle de boxe et une salle de réunions, ouvert de 1923 à 1960[5]